# Pont Testaccio
Le Pont Testaccio est un pont de Rome, qui relie le Largo Giovanni Battista Marzi au quai Portuense, situé dans le Rione Testaccio et dans le quartier Portuense.

## Description
Le pont, conçu par l'architecte Bastianelli et dont la construction a commencé en 1938, avait pour but de relier l'allongement de la Viale Aventino à la gare de Trastevere avec la démolition de l'ancien abattoir. Il devait être nommé initialement Pont d'Afrique. Il a été inauguré en 1948.
Il ne possède qu'une seule arche, et mesure 122 mètres de long ; quatre bas reliefs en travertin ornent ses extrémités.